# Cát đen

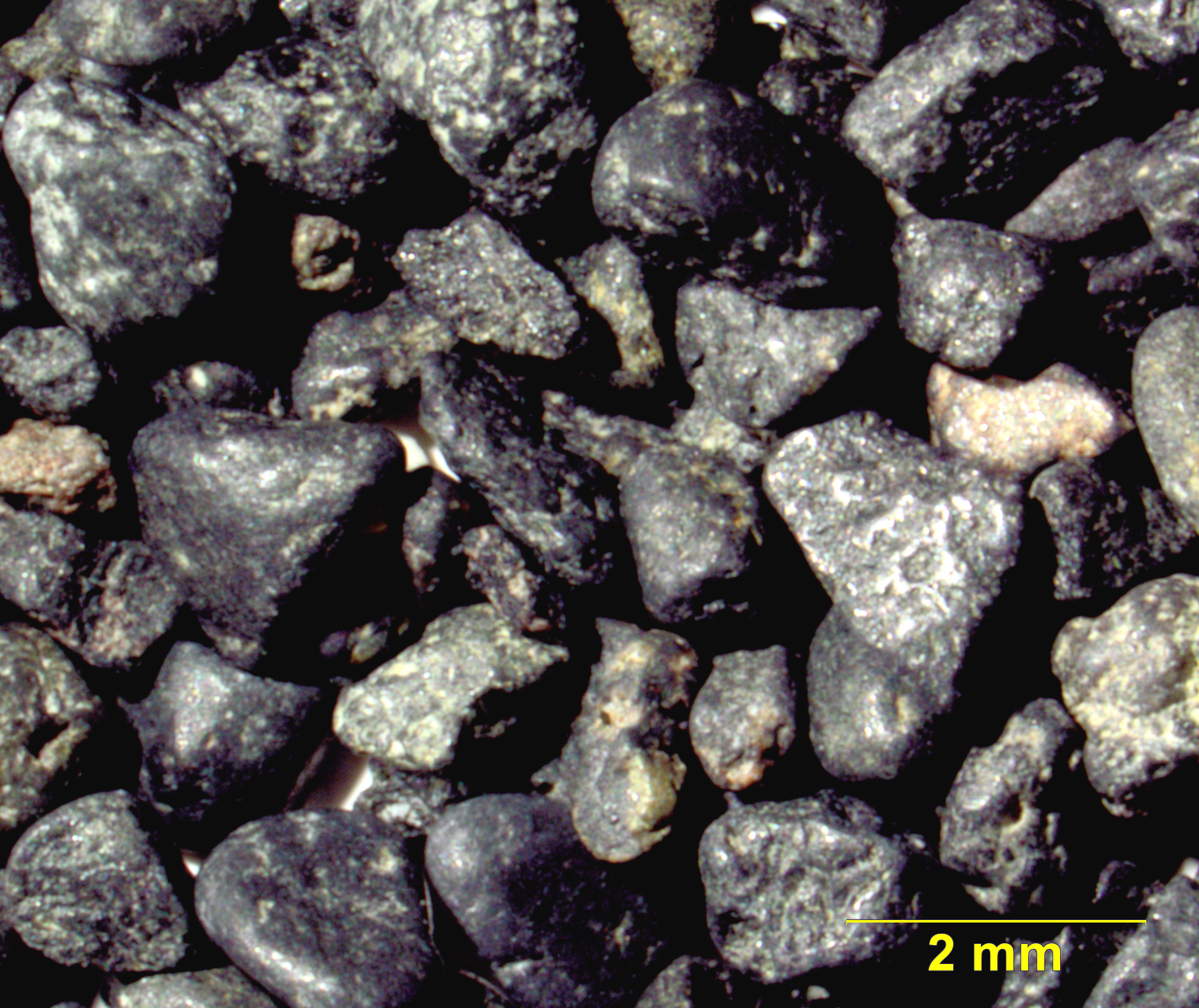
Cát đen

Cát đen là hỗn hợp của loại cát mịn bóng có màu đen và có một ít từ tính, được tìm thấy ở lớp bồi tích phù sa. Theo các nhà thăm dò và khai thác, cát đen cũng có mặt trong những lớp sỏi cát chứa vàng vì vậy các hoạt động khai thác vàng thường tạo ra một lượng bao gồm chủ yếu là cát đen. Trong cát đen thường chứa nhiều các kim loại quý có giá trị như: các nguyên tố đất hiếm, thori, titan, vônfram, zirconi và các nguyên tố khác.
Ở Việt Nam, cát đen được tìm thấy phân bố dọc các tỉnh ven biển miền trung từ Thanh Hóa đến Bình Thuận. Hiện nay việc khai thác cát đen ở Việt Nam chủ yếu để xuất quặng thô tách lấy titan và một số kim loại quý khác. Thành phần trong cát đen Việt Nam chủ yếu chứa khoáng vật ilmenit. Hàm lượng ilmenhit trong cát đen thay đổi từ 20 đến 147 kg/m³. Tổng trữ lượng llmenhit của Việt Nam khoảng 17-19 triệu tấn. Ilmenhit Việt Nam có hàm lượng tương đối cao so với ilmenit của một số nước.
Ilmenhit có công thức hóa học là FeTiO3, ngoài ra còn một số kim loại khác là mangan, magiê.
Ngay từ năm 2003 Bộ Công thương và Chính phủ cùng UBND tỉnh Hà Tĩnh đã đồng phối hợp tổ chức Hội nghị tư vấn về khai thác và chế biến sâu quặng chứa cát đen chủ yếu là titan.
Thủ tướng Chính phủ giao cho Tổng công ty Khoáng sản và Thương mại Hà Tĩnh làm đầu mối thu mua quặng titan xuất khẩu và xúc tiến nhanh việc xây dựng một nhà máy sản xuất titan từ cát đen ở Hà Tĩnh, nơi có cung cách quản lý tốt và giàu trữ lượng quặng titan.

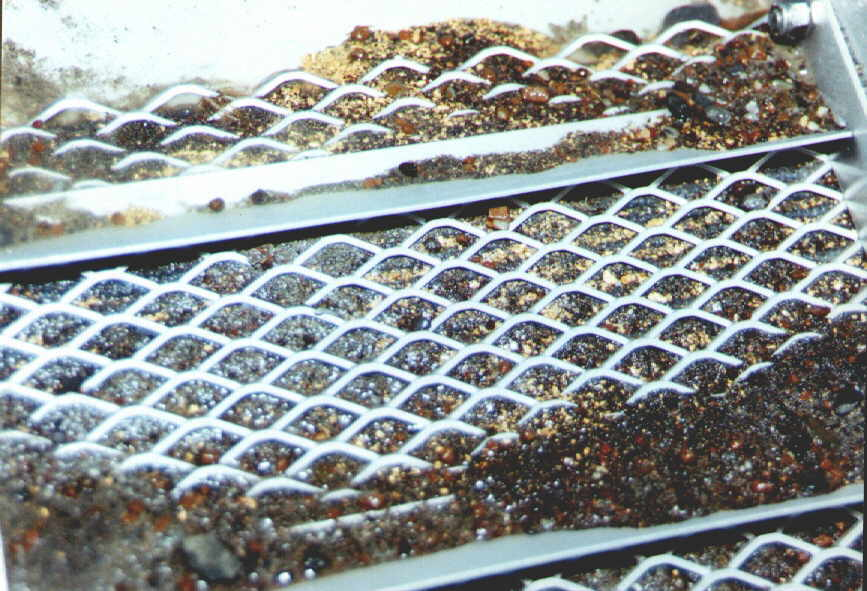
Quặng vàng lẫn cát đen

## Xem thêm

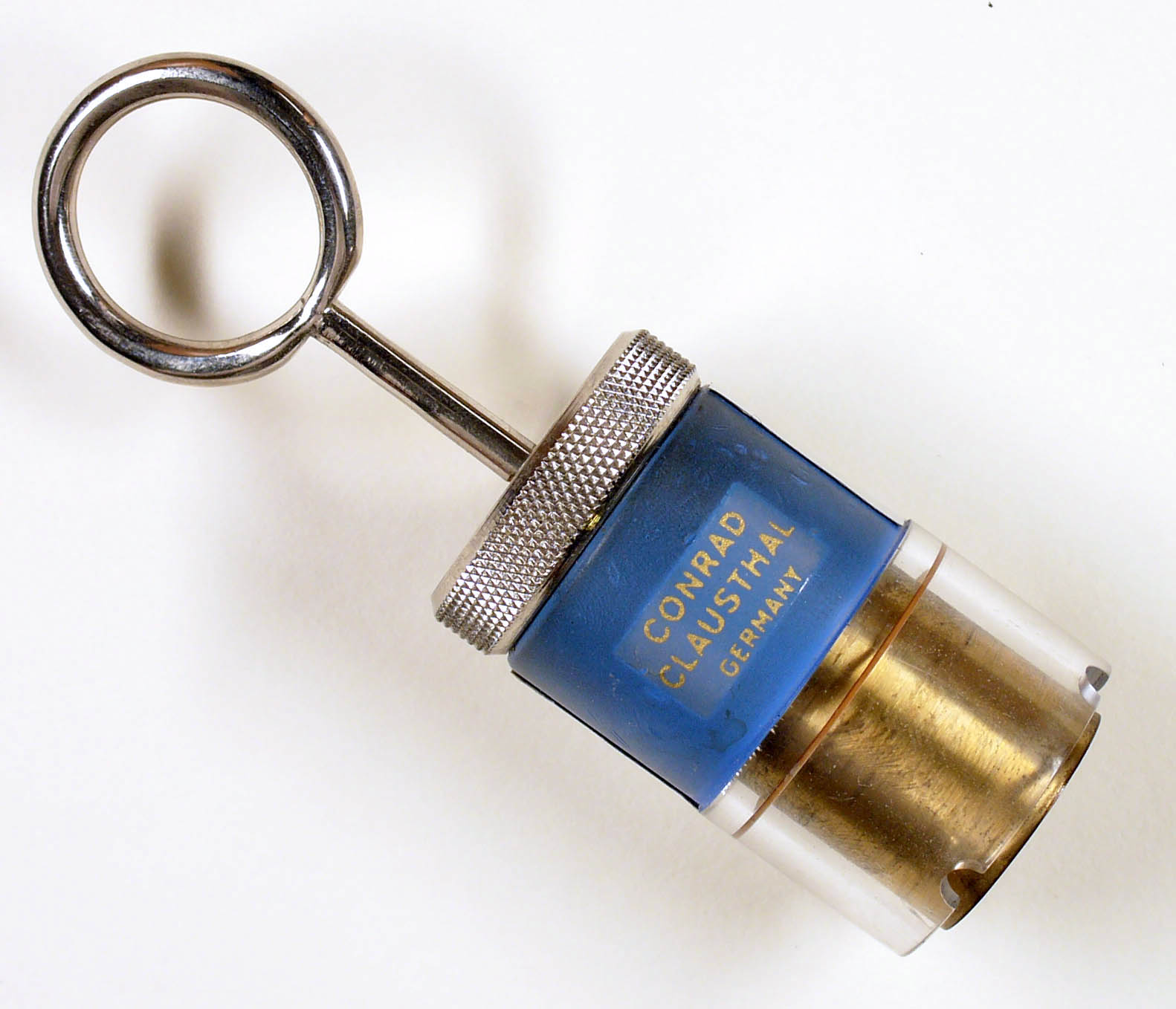
Thiết bị từ tính tách cát đen bằng tay